# Ибрагимов, Магомед Ибрагимхалилович
Магоме́д Ибрагимхали́лович Ибраги́мов (22 июля 1974, с. Урада, Советский район, ДАССР, СССР) — российский, азербайджанский и македонский борец вольного стиля. Аварец по национальности. Бронзовый призёр Олимпийских игр (2000), трёхкратный чемпион Европы (1995, 1996, 1999), серебряный призёр чемпионата мира (1998). Боролся в категории до 84 кг.

## Биография
Магомед Ибрагимов родился 22 июля 1974 года в селе Урада.
Выступал за сборные Азербайджана и Республики Македонии.
В 1991 г. окончил школу в посёлке Красноармейск республики Дагестан.

## Карьера
Вольной борьбой начал заниматься в 1986 году. Магомед Ибрагимов воспитанник Школы высшего спортивного мастерства в городе Махачкала.
Его первыми тренерами были Сираждин Эльдаров и Магомед Дибиров.
Представлял Азербайджан на Олимпийских играх 1996 года в Атланте. Уже в первом раунде он проиграл будущему финалисту Эльмади Жабраилову, но благодаря его выходу в главный матч получил право участвовать в утешительной сетке. Он победил борцов из Белоруссии, Румынии, Грузии и США, но в шестом раунде проиграл иранцу Хадему Азгади и остался на пятом месте. В том же году он завоевал золотую медаль на чемпионате Европы в Будапеште, которая стала уже второй в его карьере. Годом ранее во Фрибуре он впервые стал чемпионом Европы.
Магомед Ибрагимов защищал цвета сборной Республики Македонии (ныне Северная Македония) на протяжении 13 лет.
В 1998 году Магомедов завоевал серебряную медаль на чемпионате мира в Тегеране.
В 1999 году завоевал третий титул чемпиона Европы в карьере на соревнованиях в Минске.
В 2000 году на Олимпийских играх в Сиднее Магомед стал бронзовым призёром в категории до 85 кг и принёс Македонии первую в её истории олимпийскую медаль. Ибрагимов без поражений добрался до полуфинала, победив японца Каваи и украинца Давида Бичинашвили в групповом этапе и Чарлза Бёртона в четвертьфинале. В полуфинальном поединке сильнее оказался Адам Сайтиев, но в матче за бронзу Ибрагимов взял реванш за поражение в 1996 году у Хадема Азгади и стал бронзовым призёром. После Олимпиады его принял президент Македонии Борис Трайковский. В том же году он был признан лучшим спортсменом года. Вслед за Ибрагимовым спортивное гражданство Македонии приняли Насыр Гаджиханов и Мурад Рамазанов.
В 2004 году на играх в Афинах Ибрагимов в третий раз в карьере участвовал на Олимпиаде, но уже на групповом этапе дважды проиграл (Муну Ый Джэ из Кореи и Мирославу Гочеву из Болгарии) и потерял шансы на выход в плей-офф.